# Marco Tomatis
Marco Tomatis (Mondovì, 7 luglio 1948) è un fumettista, scrittore e insegnante italiano.

## Biografia
Dopo la laurea in Lettere si è dedicato all'insegnamento, facendo per qualche tempo anche il preside. Ha esordito come fumettista sulla rivista Alter alter nel 1976 pubblicando la serie "Le canzoni dell'altra Italia" disegnata da Cinzia Ghigliano, con la quale inizierà qui un lungo sodalizio che caratterizzerà tutta la sua opera; la serie è stata  poi raccolta in volume. Nel 1977, sempre con la Ghigliano, ha ideato la serie incentrata sul personaggio di "Lea Martelli", pubblicata quindi a puntate sul settimanale Amica e raccolta in due volumi dalle Edizioni L'Isola Trovata.Nel 1980 ha scritto la serie "Il mistero di Isolina", pubblicato su Alter Alter; nel 1983 ha creato la serie "Solange", pubblicata su Corto Maltese e poi su Comic Art, e, in Francia, da Casterman; negli anni novanta ha fatto uscire sempre in collaborazione con la Ghigliano due serie sul Corriere dei Piccoli, Tito Bronco e Foto ricordo. Dal 2001 fa parte del gruppo direttivo del Museo del fumetto e della comunicazione dell'Associazione Franco Fossati. Oltre all'attività di sceneggiatore di fumetti, si è dedicato alla letteratura per ragazzi pubblicando sia in Italia che all'estero.

## Opere
- Storia d'Italia
- Io c'ero - Cento anni di Fiat e dintorni
- Lea Martelli[7]
- Roberto e le sfidanzate, con Loredana Frescura
- Massimo da sistemare, con Loredana Frescura
- Glauco e Lenina, con Loredana Frescura
- Storia di Fiordaliso, con Loredana Frescura
- Sarò io la tua Fortuna, con Loredana Frescura
- I perfezionatori
- Il formaggio: una storia vera, anzi due
- Judith, Giunti Editore, 2024 con Loredana Frescura

## Riconoscimenti
- Premio Andersen nel 2006[6]